# 田中史
田中史（たなか ふびと、1936年7月8日 - 2001年7月11日）は日本の大蔵官僚。

## 来歴
大阪府出身。京都大学法学部卒業。1960年 大蔵省に入省（大臣官房文書課）。1967年7月 豊橋税務署長。1982年6月 東京国税局総務部長。1984年9月7日 仙台国税局長。1986年6月 総務庁人事局次長。1988年6月21日 大臣官房審議官（大臣官房担当）。同年8月20日 退官。同年9月 石油公団理事。1992年6月 池田銀行顧問、同行常務取締役。1993年7月 同行専務取締役。

## 略歴
- 1960年4月：大蔵省に入省（大臣官房文書課）[1]。
- 1964年7月：大臣官房調査課調査主任[3]。
- 1965年7月：労働省労政局労働法規課協約規約係長[4]。
- 1966年7月：労働省労政局労働法規課法規第二係長[5]。
- 1967年7月：豊橋税務署長。
- 1968年7月：大臣官房秘書課長補佐（調査）[6]。
- 1970年7月：銀行局金融制度調査官付課長補佐（企画）[7]。
- 1971年7月：銀行局総務課長補佐（日本銀行・資金）[8]。
- 1972年7月：銀行局特別金融課長補佐（中小金融）[9]。
- 1974年7月：国税庁直税部所得税課長補佐。
- 1976年7月：大臣官房企画官 兼 内閣官房内閣審議官。
- 1977年6月：国防会議事務局参事官。
- 1978年7月：大阪国税局直税部長。
- 1980年6月：関税局監視課長。
- 1981年7月：関税局管理課長。
- 1982年6月：東京国税局総務部長。
- 1984年9月7日：仙台国税局長。
- 1986年6月：総務庁人事局次長。
- 1988年6月21日：大臣官房審議官（大臣官房担当）。
- 1988年8月20日：退官。